# Louis Charles Robinson
Pour les articles homonymes, voir Robinson.
Louis Charles Robinson  est un chanteur, guitariste, steel-guitariste et violoniste de blues américain, né à Brenham, Texas, le 15 mai 1915, décédé à  Oakland, Californie, le 26 septembre 1976.

## Biographie
Il apprend à jouer de la guitare à l'âge de neuf ans et est censé avoir eu pour mentor le chanteur-guitariste de blues gospel Blind Willie Johnson dans le style bottleneck. Plus tard dans sa carrière, il est initié à la guitare hawaïenne par le musicien de western swing Leon McAuliffe, et devient un violoniste réputé, donnant des leçons à Don "Sugarcane" Harris (en) Son frère, l'harmoniciste A. C. Robinson, a collaboré avec lui au Texas dans les années 1930, et plus tard, dans les années 1940, ils se sont produits et ont enregistré ensemble en Californie.
Oakland Blues, un album studio avec Lafayette Thomas (en) et Dave Alexander, est publié en 1968 par World Pacific Records. Il est suivi en 1971 par l'album 'Ups and Downs chez Arhoolie, sur lequel il est accompagné par le groupe de Muddy Waters et le trio de Dave Alexander. Ce matériel est réédité plus tard, ainsi qu'un enregistrement inédit d'une émission de radio avec son frère, le révérend A. C. Robinson, sous le nom de Mojo in My Hand.
Robinson joue au San Francisco Blues Festival en 1973 et 1974. Il visite la Suède l'année suivante, mais n'obtient guère de reconnaissance en Europe.

### Source de la traduction
- (en) Cet article est partiellement ou en totalité issu de l’article de Wikipédia en anglais intitulé « L. C. Robinson » (voir la liste des auteurs).